# Chanelle Scheepers
Chanelle Scheepers (Harrismith, Dél-afrikai Köztársaság, 1984. március 13. –) dél-afrikai hivatásos teniszezőnő.
2000–2015-ig terjedő hivatásos pályafutása során egyéniben és párosban is egy-egy WTA-tornán aratott győzelmet. ITF-tornákon egyéniben tizenkétszer, párosban húsz alkalommal maradt veretlen. Legjobb egyéni világranglista-helyezése egyéniben a 37. volt, ezt 2011 októberében érte el, párosban 2014. április 14-én a 42. helyre került.
A Grand Slam-tornákon a legjobb eredményét egyéniban a 2010-es Roland Garroson érte el, ahol a 4. körbe jutott, párosban a 2013-as wimbledoni teniszbajnokságon elődöntőt játszott.
2002 és 2005 között, valamint 2015-ben játszott Dél-Afrika Fed-kupa-válogatottjában 17–6-os eredménnyel.
2015 júniusában jelentette be a profi versenyzéstől való visszavonulását, és hogy a továbbiakban az amerikai Alison Riske edzőjeként dolgozik.

## Pályafutása

### 2000–2007
Profi karrierjét 2000-ben kezdte, akkor még csak ITF-tornákon vett részt.
2001-ben már sikeres volt az ITF Touron, hiszen három döntőjéből hármat megnyert (kettőt a dél-afrikai Durbanben, egyet az egyesült államokbeli Evansville-ben).
2002-ben nyert egy tornát Mackayban, de Svájcban és Liechtensteinben elveszítette a finálékat. Ebben az esztendőben szerepelt először egy WTA-torna selejtezőjében, Casablancában, ahol az első fordulóban sikerült győznie, de utána kiesett a versenyből.
2003-ban szerepelt először egy WTA-torna főtábláján, Gold Coaston. Miután sikeresen túljutott a selejtezőn, az első körben diadalmaskodni tudott a hazai pályán játszó, akkor még a világranglista 245. helyét elfoglaló Samantha Stosur ellen, viszont a második fordulóban kikapott Tathiana Garbintól. Az Australian Openen első alkalommal játszott egy Grand Slam-torna selejtezőjében, s egy mérkőzést sikerült megnyernie. Március végétől kezdve azonban, az ITF és a WTA tornáit is számolva, tizenkilenc mérkőzést veszített el sorozatban, így egészen a szezon végéig nyeretlen maradt.
2004-ben összesen hét döntőbe jutott el, ebből négyszer tudott diadalmaskodni. Scheepersnek 2005-ben és 2006-ban sem volt sikeres a szezonja. Ez idő alatt nem tudott döntőbe jutni, legjobb eredménye az elődöntő volt, ezt háromszor sikerült elérnie. A komoly hullámvölgy után, 2007-ben tudott ismét jobb eredményeket felmutatni, miután két ITF-tornát is sikerült megnyernie. 2008-ban viszont ismételten gyengébb éve volt a dél-afrikai teniszezőnőnek, hiszen nem tudott a szezon folyamán döntőbe kerülni.

### 2009
A következő év viszont komoly áttörést hozott Scheepersnek. Az Australian Openen először jutott fel egy Grand Slam-torna főtáblájára, bár az első körben 6–0, 6–0-ra kikapott a 18. kiemelt Dominika Cibulkovától. Később, a Roland Garroson is sikeresen jutott túl a selejtezőn, és ismét egy nehéz ellenfelet kapott az első körben. A 4. helyen rangsorolt Jelena Gyementyjevától 6–4, 6–3-ra kapott ki a dél-afrikai játékos. A két Grand Slam-torna mellett még hat WTA-tornán is főtáblás volt, s ezekből négyszer bejutott a második fordulóba. Emellett egy ITF-címet is szerzett még az évben. A szezon végén a 130. helyen volt a világranglistán.

### 2010
Az egyre javuló ranglista-helyezésének köszönhetően 2010-ben egyre több WTA-tornán játszott már, ITF-tornákon alig szerepelt. Kuala Lumpurban életében először volt negyeddöntős a WTA Touron, de ott kikapott Morita Ajumitól.
A Roland Garroson újabb bravúrt ért el. Ismét főtáblára jutott, és a hazai pályán játszó Mathilde Johanssont elbúcsúztatva az első körben megszerezte első győzelmét egy Grand Slam-tornán. A következő fordulóban meglepetésre a nála 86 hellyel előrébb lévő Gisela Dulkót is kiejtette három szettben. A harmadik körben is diadalmaskodni tudott, Akgul Amanmuradovát verte meg. A negyedik fordulóban Jelena Gyementyjeva állította meg a menetelését, miután 6–1, 6–3-ra megverte őt. Ennek az eredménynek köszönhetően Wimbledonban a szervezők szabadkártyát adtak neki.
A füves Grand Slamen nem tudott győzni, Li Nától kapott ki az első körben. A US Openen is főtáblás volt, de az első körben kikapott a selejtezős Amanmuradovától. Ezt követően a kantoni torna főtábláján még megnyert egy mérkőzést, de az év további részében Scheepers mindegyik WTA-tornáján a selejtezőben búcsúzott. Novemberben részt vett még két ITF-versenyen, de ezeken összesen csak egy mérkőzést sikerült megnyernie.

### 2011
Az Australian Openen az első fordulóban szetthátrányból fordítva legyőzte Karolina Špremet, a második körben Regina Kulikovát búcsúztatta el három szettben, viszont a harmadik fordulóban kikapott a 8. helyan kiemelt Viktorija Azarankától 6–3, 6–3-ra.
Az Australian Open után nem voltak nagy sikerei, de egyre előrébb került a világranglistán, miután több Premier tornán is sikerült mérkőzéseket nyernie. Dubajban a selejtezőből felkerülve a második körig jutott, ahol Marija Kirilenko legyőzése után a hatodik kiemelt Jelena Jankovićtól kapott ki. Ezen kívül Miamiban és Madridban egy, Charlestonban pedig két mérkőzést nyert meg a főtáblán. Ezeknek az eredményeknek köszönhetően érte el május 23-án addigi legjobb helyezését a világranglistán, a 65. helyet.
A Roland Garroson a 25. kiemelt Marija Kirlenkótól kapott ki a második körben, Wimbledonban pedig meccset sem tudott nyerni, Jevgenyija Rogyina ellen veszítette el az első körös meccsét.
A US Opent felvezető tonákon a legjobb eredményt Cincinnatiben érte el, ahol a selejtezőből felkerülve a második körben kapott ki Petra Kvitovától. A US Openen 7–5, 6–3 arányú győzelemmel kezdett Anne Keothavong ellen, majd Mona Barthelt is búcsúztatta 6–4, 7–5-tel. Scheepers előtt a harmadik fordulóban komoly lehetőség nyílt arra, hogy megismételje előző évi negyedik körös Roland Garros-szereplését, mivel a Francesca Schiavone elleni meccsen a második szettben mérkőzéslabdája is volt, ám ezt nem tudta kihasználni, és 5–7, 7–6(5), 6–3-as arányban elvesztette a meccset.
Kantonban megszerezte élete első WTA-győzelmét, miután az elődöntőben az első kiemelt Marija Kirilenkót is elbúcsúztatva a döntőben megverte Magdaléna Rybárikovát 6–2, 6–2-es arányban. Így Amanda Coetzer 2003-as acapulcói győzelme után ő lett az első dél-afrikai teniszezőnő, aki WTA-tornát tudott nyerni egyéniben. Győzelmének köszönhetően pályafutása során először jutott be a világranglista legjobb ötven játékosa közé, szeptember 26-án a 41. helyre került. 1990 óta ő a hatodik dél-afrikai teniszezőnő, akinek ez sikerült.
Oszakában már hetedik kiemelt volt. Az első meccsén legyőzte Alla Kudrjavcevát 6–2, 6–2-re, a második körben pedig búcsúztatta a selejtezős Jaroszlava Svedovát 4–6, 6–3, 7–6(5)-ra. A negyeddöntőben Samantha Stosur ellen kapott ki 6–2, 6–3-ra.

### 2012
A 2012-es évet Brisbane-ben kezdte, ahol már az első fordulóban kikapott a negyedik kiemelt Serena Williamstől 6–2, 6–3-ra. A következő héten Sydney-ben a selejtezőből jutott fel a főtáblára, ahol az első körben a szintén selejtezős Czink Melindát verte 6–4, 6–2-re, majd a második körben három játszmában kikapott a negyedik kiemelt, címvédő Li Nától 2–6, 6–4, 6–1-re. Az Australian Open első körében a 18. kiemelt Szvetlana Kuznyecova volt az ellenfele, akivel szemben egy közel két órás meccsen maradt alul 6–3, 3–6, 6–0 arányban. Két héttel később Párizsban versenyzett, ahol az első körben kiejtette Polona Hercogot 6–2, 6–2-vel, de a második körben 6–3, 6–1-es vereséget szenvedett az első kiemelt Marija Sarapovától.
Dohában az első fordulóban búcsúzott, Christina McHale győzte le őt 6–4, 6–3-ra. Dubajban kiesett a selejtező első körében, majd az Indian Wells-i torna harmadik fordulójáig jutott, ahol Marion Bartolitól kapott ki 6–2, 6–0-ra. Miamiban legyőzte Irina-Camelia Begut 3–6, 6–3, 6–0-ra, majd a második körben a 25. kiemelt Anabel Medina Garriguest is búcsúztatta 1–6, 6–4, 6–0-lal. A végállomás most is a harmadik kör volt, ahol a 6. kiemelt Samantha Stosurtól kapott ki 2–6, 7–5, 6–2-re, úgy, hogy Scheepers a második szettben 5–2-re is vezetett.
A salakos szezon során Rómában szerepelt a legjobban, a harmadik körig sikerült eljutnia, ahol a nyolcadik kiemelt Li Nától szenvedett 7–6(3), 6–2 arányú vereséget. A Roland Garroson a második fordulóban búcsúzott el a küzdelmektől, Nagyja Petrovától kapott ki 6–3, 6–3-ra.
A füves idényben Eastbourne-ben lépett először pályára, s a második körben esett ki Angelique Kerber ellen. Wimbledonban már az első körben vereséget szenvedett Jaroszlava Svedovától.

## WTA-döntői

### Egyéni

#### Győzelmei (1)
| Összesítés           |                        |
| Grand Slam-torna (0) |                        |
| Tier I (0)           | Premier Mandatory* (0) |
| Tier II (0)          | Premier Five* (0)      |
| Tier III (0)         | Premier* (0)           |
| Tier IV (0)          | International* (1)     |
| Tier V (0)           | Challenger* (0)        |

* 2009-től megváltozott a tornák rendszere. Challenger tornákat 2012-től rendeznek.
 Az egymás mellett azonos színnel jelölt tornatípusok között nincs teljes mértékű megfelelés.
|    | Dátum                | Torna                                        | Borítás | Ellenfél a döntőben  | Döntő eredménye |
| 1. | 2011. szeptember 24. | Guangzhou International Women’s Open, Kanton | Kemény  | Magdaléna Rybáriková | 6–2, 6–2        |

#### Elveszített döntői (1)
|    | Dátum            | Torna                | Borítás | Ellenfél a döntőben | Döntő eredménye |
| 1. | 2014. július 20. | Swedish Open, Båstad | Salak   | Mona Barthel        | 3–6, 6–7(3)     |

### Páros

#### Győzelmei (1)
| Összesítés           |                        |
| Grand Slam-torna (0) |                        |
| Tier I (0)           | Premier Mandatory* (0) |
| Tier II (0)          | Premier Five* (0)      |
| Tier III (0)         | Premier* (0)           |
| Tier IV (0)          | International* (1)     |
| Tier V (0)           | Challenger* (0)        |

* 2009-től megváltozott a tornák rendszere. Challenger tornákat 2012-től rendeznek.
 Az egymás mellett azonos színnel jelölt tornatípusok között nincs teljes mértékű megfelelés.
|    | Dátum           | Torna                                                   | Borítás | Partner           | Ellenfél a döntőben        | Döntő eredménye   |
| 1. | 2013. május 25. | Internationaux de Strasbourg, Strasbourg, Franciaország | Salak   | Kimiko Date-Krumm | Cara Black Marina Eraković | 6–4, 3–4, [14–12] |

#### Elveszített döntői (4)
|    | Dátum              | Torna                                   | Borítás | Partner         | Ellenfél a döntőben               | Döntő eredménye |
| 1. | 2009. október 18   | HP Open, Oszaka, Japán                  | Kemény  | Abigail Spears  | Lisa Raymond Csuang Csia-zsung    | 2–6, 4–6        |
| 2. | 2012. augusztus 3. | Citi Open, Washington, Egyesült Államok | Kemény  | Irina Falconi   | Aojama Súko Csang Kaj-csen        | 5–7, 2–6        |
| 3. | 2014. február 22.  | Rio Open, Rio de Janeiro, Brazília      | Salak   | Johanna Larsson | Irina-Camelia Begu María Irigoyen | 2–6, 0–6        |
| 4. | 2014. április 12.  | Copa Colsanitas, Bogotá, Kolumbia       | Salak   | Vania King      | Lara Arruabarrena Caroline Garcia | 6–7(5), 4–6     |

## Eredményei Grand Slam-tornákon

### Egyéniben
| Grand Slam | Australian Open | Australian Open      | Roland Garros | Roland Garros       | Wimbledon | Wimbledon          | US Open   | US Open             |
| Év         | Eredmény        | Utolsó ellenfél      | Eredmény      | Utolsó ellenfél     | Eredmény  | Utolsó ellenfél    | Eredmény  | Utolsó ellenfél     |
| 2003       | Selejtező       | Selejtező            | Selejtező     | Selejtező           | Selejtező | Selejtező          | Selejtező | Selejtező           |
| 2005       | Selejtező       | Selejtező            | Selejtező     | Selejtező           | Selejtező | Selejtező          | Selejtező | Selejtező           |
| 2007       | –               | –                    | –             | –                   | –         | –                  | Selejtező | Selejtező           |
| 2008       | –               | –                    | Selejtező     | Selejtező           | Selejtező | Selejtező          | Selejtező | Selejtező           |
| 2009       | 1. kör          | Dominika Cibulková   | 1. kör        | Jelena Gyementyjeva | Selejtező | Selejtező          | Selejtező | Selejtező           |
| 2010       | Selejtező       | Selejtező            | 4. kör        | Jelena Gyementyjeva | 1. kör    | Li Na              | 1. kör    | Akgul Amanmuradova  |
| 2011       | 3. kör          | Viktorija Azaranka   | 2. kör        | Marija Kirilenko    | 1. kör    | Jevgenyija Rogyina | 3. kör    | Francesca Schiavone |
| 2012       | 1. kör          | Szvetlana Kuznyecova | 2. kör        | Nagyja Petrova      | 1. kör    | Jaroszlava Svedova | 1. kör    | Marija Kirilenko    |
| 2013       | 1. kör          | Klára Zakopalová     | 1. kör        | Mathilde Johansson  | 1. kör    | Roberta Vinci      | 2. kör    | Caroline Wozniacki  |
| 2014       | 1. kör          | Yvonne Meusburger    | 1. kör        | S Soler Espinosa    | 2. kör    | Serena Williams    | 1. kör    | Christina McHale    |
| 2015       | 1. kör          | A K Schmiedlová      | –             | –                   | –         | –                  | –         | –                   |

## Év végi világranglista-helyezései
| Év     | 2001 | 2002 | 2003 | 2004 | 2005 | 2006 | 2007 | 2008 | 2009 | 2010 | 2011 | 2012 | 2013 | 2014 | 2015 |
| Egyéni | 490. | 226. | 245. | 210. | 234. | 328. | 222. | 172. | 130. | 107. | 38.  | 60.  | 80.  | 77.  | 423. |
| Páros  | 447. | 266. | 312. | 225. | 267. | 150. | 199. | 135. | 142. | 116. | 211. | 143. | 55.  | 104. | 371. |